# Pétoncle austral
Adamussium colbecki
Espèce
Le pétoncle austral (Adamussium colbecki) est un bivalve de la famille des pectinidés, endémique des eaux antarctiques. C'est l'une des espèces marines les plus connues et les plus étudiées de l'Antarctique en raison de sa grande taille, de sa répartition circumpolaire et de son abondance dans certaines zones.

## Répartition géographique
Adamussium colbecki est une espèce endémique des mers antarctiques : son aire de répartition est tout entière circonscrite entre le continent antarctique et le front polaire. Elle y occupe essentiellement les eaux côtières, mais elle se rencontre également dans les eaux profondes du   plateau continental où des animaux vivants ont été collectés jusqu'à 1 335 m et des coquilles mortes jusqu'à 4 545 m de profondeur.